# Nicolaas Hendrik Andriessen (architect, 1923–1996)
Nicolaas (Nico) Hendrik Andriessen (Haarlem, 20 juni 1923 – aldaar, 25 januari 1996) was een Nederlandse architect. Hij geldt als een pionier op het gebied van kleinschalige stadsvernieuwing en was van 1967 tot 1970 stadsarchitect van Haarlem.

## Persoonlijk
Hij was zoon van Johanna Justina Anschütz en componist Hendrik Andriessen. Nico was een broer van Louis Andriessen (musicus), Jurriaan Andriessen (musicus), Heleen Andriessen (musicienne), Gesina Andriessen (musicienne) en Caecilia Andriessen (musicienne). Hijzelf was getrouwd met Marianna Christine Henriette Canoy (1920-2008). Dochter Nicolette Andriessen (geboren 1954) wendde zich tot de beeldende kunst; in de jaren zeventig was zijn enigszins bekend door het Muziekkwintet. Zoon Jurriaan Andriessen werd beeldend kunstenaar. Andriessen zelf was kleinzoon van componist Nico H. Andriessen. Beeldhouwer Mari Andriessen was zijn oom. Andriessen werd begraven op het Sint Adelbertuskerkhof in Bloemendaal, waar zijn echtgenote later ook haar laatste rustplaats vond.

## Loopbaan
Nico Andriessen koos, in tegenstelling tot veel familieleden, niet voor een loopbaan in de muziek. Al op jonge leeftijd raakte hij gefascineerd door architectuur, een interesse die hij deelde met zijn vader. Binnen de kennissenkring van zijn familie bevonden zich invloedrijke architecten als Bernard Bijvoet, Jan Duiker en Gerrit Rietveld, die een belangrijke inspiratiebron vormden voor zijn ontwikkeling. Tijdens zijn opleiding kreeg hij bovendien de kans werkervaring op te doen op de bureaus van onder anderen Rietveld, Bijvoet en Gerard Holt.
Zijn beroepsopleiding begon aan de Hogere Technische School in Utrecht, waar hij in 1946 zijn diploma behaalde. Aansluitend vervolgde hij zijn studie aan de Academie van Bouwkunst in Amsterdam, die hij in 1954 afrondde. In deze periode ontving hij ook een studiebeurs om Italiaanse architectuur te bestuderen. Zijn werk werd beïnvloed door de principes van het Nieuwe Bouwen, met Le Corbusier als belangrijk voorbeeld.
Direct na de Tweede Wereldoorlog richtte Andriessen in 1946 zijn eigen bureau op: Architectenbureau Nico H. Andriessen. Hij zou tot zijn pensionering in 1983 als zelfstandig architect actief blijven. Vanaf 1958 woonde en werkte hij in Haarlem, waar hij het merendeel van zijn projecten realiseerde.
Andriessen ontwikkelde een sterke affiniteit met volkshuisvesting en stadsvernieuwing. Hij pleitte voor een kleinschalige, mensgerichte aanpak en geldt als een pionier binnen deze benadering van stadsvernieuwing. Een voorbeeld van zijn inzet is zijn betrokkenheid bij de vernieuwing van de Haarlemse wijk het Rozenprieel.
In 1967 werd Andriessen benoemd tot stadsarchitect van Haarlem, een functie die hij tot 1970 bekleedde. Op zijn aanbeveling werd Wiek Röling zijn opvolger. Gedurende deze periode bleef hij zich inzetten voor duurzame en kleinschalige vernieuwing van de bestaande stad.

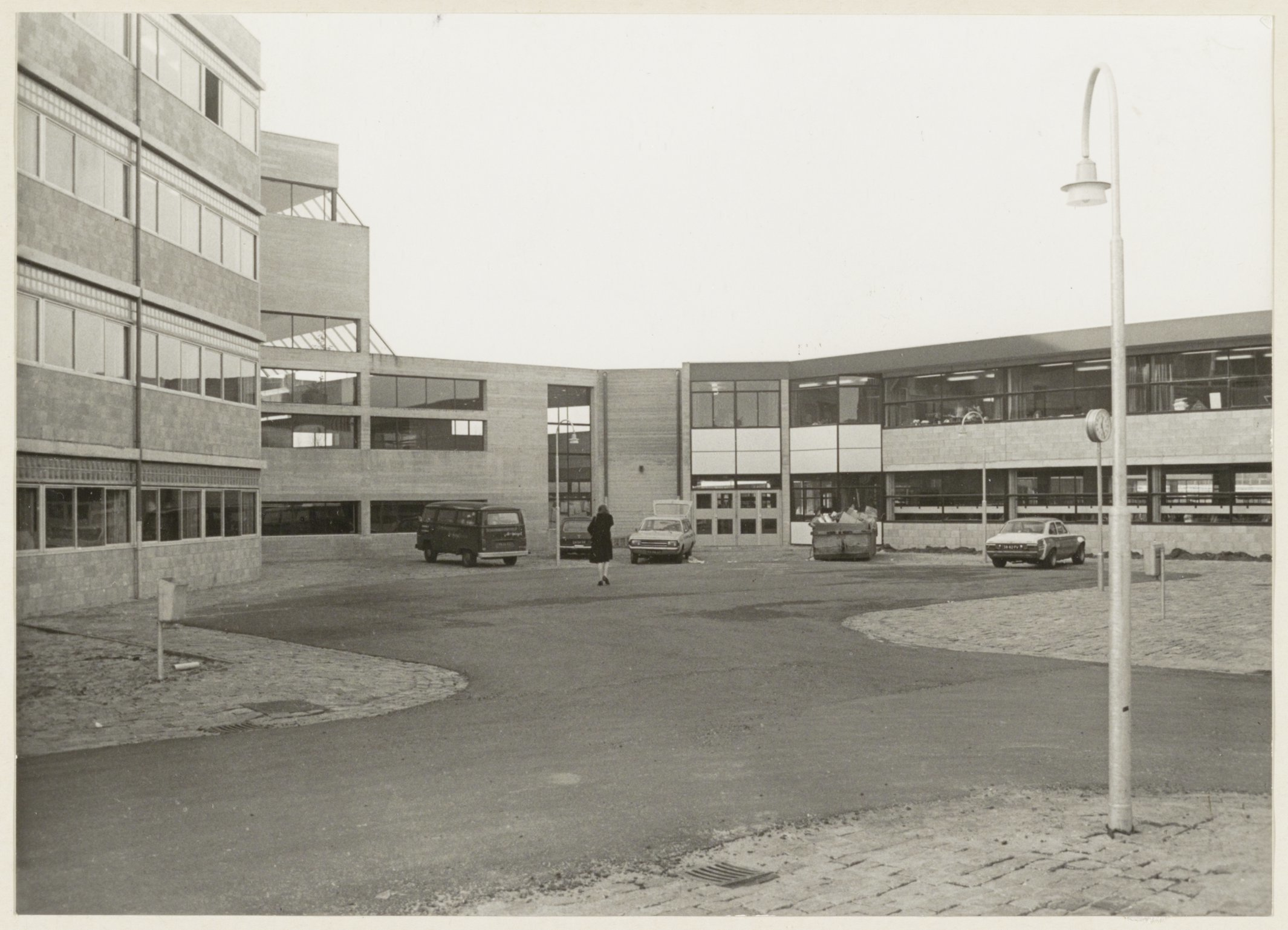
Gebouw van het Spaarne Scholengemeenschap aan de Zwemmerslaan in 1975

Een van zijn bekendere ontwerpen is de St. Petrus LTS, een lagere technische school in de Haarlemse wijk Parkwijk. Hoewel het gebouw eind jaren 2000 werd gesloopt, zijn de muurschildering en het betonreliëf van kunstenaar Hans Wiesman bewaard gebleven. Begin jaren 1970 ontwierp hij samen met Jan Willem de Kanter het gebouw van het Spaarne Scholen Gemeenschap. In de jaren 1980 was hij bovendien betrokken bij de restauratie van het voormalige postkantoor aan de Zijlstraat 70-74 in Haarlem.

## Andere zaken
Naast zijn architectonische werk was Andriessen maatschappelijk betrokken. In 1972 was hij medeoprichter van de stichting Behoudt de Holle Boom, die zich inzette voor het behoud van de eeuwenoude boom bij Kraantje Lek, nadat deze tijdens een zware storm ernstig was beschadigd. Nico Andriessen was wel liefhebber van klassieke muziek en kon piano, cello en klavecimbel  spelen. Het echtpaar was fervent liefhebber van het werk van Charles Dickens en langdurig betrokken bij de plaatselijke Dickens Fellowship. 

## Eerbetoon
Voor zijn verdiensten werd Andriessen in 1993 benoemd tot officier in de Orde van Oranje-Nassau. In de Haarlemse Architectenbuurt, op de locatie van de voormalige St. Petrus LTS, is een straat naar hem vernoemd: de Nico Andriessenstraat.

## Litratuur
- Necrologie in: Haerlem. Jaarboek 1996, Haarlem: Historische Vereniging Haerlem, 1996, pp. 204–207.

- Biografisch Portaal: 54076225
- Nederlandse Thesaurus van Auteursnamen: 273432052
- RKD-Nederlands Instituut voor Kunstgeschiedenis: 102210
- Virtual International Authority File: 281615546
- WorldCat: E39PBJmxXJWkYqrJFWmjRqWCcP